# Умиротворение Гитлера
Умиротворение Гитлера: Чемберлен, Черчилль и дорога к войне (англ. Appeasing Hitler: Chamberlain, Churchill and the Road to War) — книга Тима Бувери 2019 года о британской политике умиротворения Гитлера в 1930-е годы.
Бувери объясняет эту политику продуктом реакции Великобритании на Первую мировую войну. Учитывая, что огромный процент британских мужчин боеспособного возраста погиб в войне, цель которой никто не мог понять, Бувери описывает британский пацифизм как объяснение политики умиротворения Чемберлена, поскольку «желание избежать Второй мировой войны было, возможно, самое понятное и универсальное желание в истории». Бувери описывает антисемитизм британского правящего класса как второстепенную причину нежелания Британии противостоять Гитлеру.
Книга является сильным ответом на ряд недавних работ исторического ревизионизма, в которых Чемберлен изображается как «сверхпрагматик», сильно оклеветанный ввиду того факта, что его возможности были ограничены широко распространённым народным пацифизмом, а также изображается как человек, который ловко использовал умиротворение, чтобы выиграть время, которое позволило бы Британии перевооружиться.